# Lainbergtunnel
Der Lainbergtunnel ist ein Straßentunnel in den westlichen Ennstaler Alpen in Oberösterreich. Er ist Teil der Pyhrn Autobahn A 9 und liegt zwischen St. Pankraz und Windischgarsten im Bezirk Kirchdorf. Der Abschnitt besteht aus einem 187 Meter langen Kurztunnel bei St. Pankraz, der Teichlbrücke über den Schalchgraben und dem eigentlichen Lainbergtunnel. Benannt ist der Tunnel nach dem Lainberg, unter dem er hindurchführt.

## Richtungsfahrbahn Graz
Richtung Graz begannen die Vorarbeiten mit dem Bau eines Erkundungsstollen bereits 1994. Der Baubeginn an dem 2278 Meter langen Tunnel war 1995, die Eröffnung fand 1997 statt. Im Zuge des zweispurigen Ausbaus wurde die Röhre 2008 nach der Eröffnung der Gegenrichtung saniert.

## Richtungsfahrbahn Sattledt
Richtung Sattledt erfolgte am 25. April 2005 der Baubeginn an der Gegenfahrbahn der 92 Meter langen Teichlbrücke in offener Bauweise; mit dem Bau der zweiten Röhre des Lainbergtunnels wurde im Januar 2006 begonnen, die Verkehrsfreigabe im Gegenverkehr (aufgrund der Sanierung der alten Röhre) erfolgte am 28. Februar 2008. Am 13. August 2008 wurde der voll ausgebaute Abschnitt für den gesamten Verkehr in beiden Richtungen freigegeben.
Die Oströhre ist 2130 Meter lang und besitzt zwei befahrbare und fünf begehbare Querschläge im Abstand von 250 bis 380 Metern. Etwa in der Mitte der Strecke wird die Pyhrnpass Straße B 138, die hier parallel zur Autobahn verläuft, unterquert. Im Bereich des Südportals des Lainbergtunnels wird die ÖBB-Strecke Selzthal – Linz zweimal gekreuzt.